# Монтезико (Авелино)
Монтезико је насеље у Италији у округу Авелино, региону Кампанија.
Према процени из 2011. у насељу је живело 48 становника. Насеље се налази на надморској висини од 335 м.